# Голуби преисподней
«Голуби преисподней» (англ. «Pigeons from Hell») — рассказ ужасов Роберта Говарда из цикла «Сверхъестественный юго-запад». Опубликован после смерти автора, в 1938 году в популярном журнале Weird Tales. По мнению Стивена Кинга и некоторых других авторитетных литераторов, «Голуби преисподней» является одним из наиболее страшных рассказов в англоязычной литературе. По стилистике новелла близка произведениям Уильяма Фолкнера, а по сюжету и общей концепции перекликается с рассказами Амброза Бирса, являясь литературным шедевром Южной готики. Рассказ входит в число тринадцати наиболее страшных рассказов по версии авторитетного американского журнала литературы ужасов «Сумеречная зона»

## Сюжет
Двое туристов из Новой Англии, Грисвелл и Брэйнер, путешествующие на автомобиле по американскому Югу, останавливаются на ночлег в заброшенной усадьбе в одном из захолустных приходов штата Луизиана. Ночью Грисвеллу снится сон, в котором он переносится в одну из комнат дома, где видит трёх повешенных девушек. Перед тем как проснуться, ему кажется, что с лестницы кто-то смотрел на них, потом он слышит манящий свист. Его спутник, Брэйнер идя на свист, поднимается по лестнице на второй этаж, Грисвелл слышит душераздирающий крик, после чего Брейнер возвращается. В лунном свете Грисвелл видит, что Брэйнер держит в руках топор, а голова его разрублена почти надвое. Грисвелл спасется бегством, но, увидев на сиденье машины змею, в панике убегает по дороге. Беглец замечает, что за ним гонится какое-то существо с горящими глазами. Неожиданно появившийся всадник, оказавшийся местным шерифом, отгоняет существо выстрелом.
Грисвелл рассказывает шерифу о случившемся, упоминая о голубях, которых видели путешественники, когда подъезжали к усадьбе. Шериф Баннер не склонен доверять словам Грисвелла, и предлагает вместе вернуться на место происшествия. По дороге шериф рассказывает о семье Блессонвилей, некогда владевших усадьбой. Сорок лет назад Элизабет Блессонвиль, после исчезновения тёти Селии и троих сестёр, однажды в ужасе явилась в город, нечто едва не убило её топором. Вооружённые горожане немедленно наведались в поместье, но нашли только топор, вогнанный в стену с волосами Элизабет. Шериф обнаруживает закоченевшее тело Брэнейра, сжимающего в руке топор, воткнутый в деревянный пол, в то место, где спал раньше Грисвелл. Шериф поднимается на второй этаж. Здесь, кроме следов Брэйнера, он видит большую лужу крови и отпечатки босых ног, уводящих в глубину тёмного холла. В этот момент свет фонаря шерифа гаснет, несмотря на новые батарейки. Грисвел и Брейнер слышат, как кто-то приближается к ним по тёмному коридору, и спешат выйти наружу. Остаток ночи они проводят снаружи дома.
Утром шериф замечает, что все следы стёрты, далнейший осмотр дома ничего не дал. Шериф поверил Грисвеллу, но на предстоящем суде Грисвела, несомненно, признают виновным в убийстве. Герои навещают старого негра Джекоба, местного колдуна вуду. Тот, войдя в транс, рассказывает, как хозяйка поместья Селия Блессонвиль  однажды выпорола свою служанку Джоан вожжами. Гордая девушка не смирилась с унижением, поскольку в её жилах текла и кровь белой расы. Джоан выведала у Джекоба секрет превращения в зувемби — женщине, прошедшая вудуистский обряд инициации и ставшей зомби- ведьмой. Зувемби может подчинять себе разумы созданий, а также колдовством загасить небольшой светильник. Колдун упоминает о Большом Змее, змееподобном божестве вуду, карающим предателей. Джекоб приходит в себя, но в этот момент выползшая из охапки дров болотная змея кусает его.  Шериф считает, что Джоан, приехавшая в Луизиану вместе с мисс Селией из Вест-Индии, превратилась в зувемби, чтобы отомстить своей хозяйке.

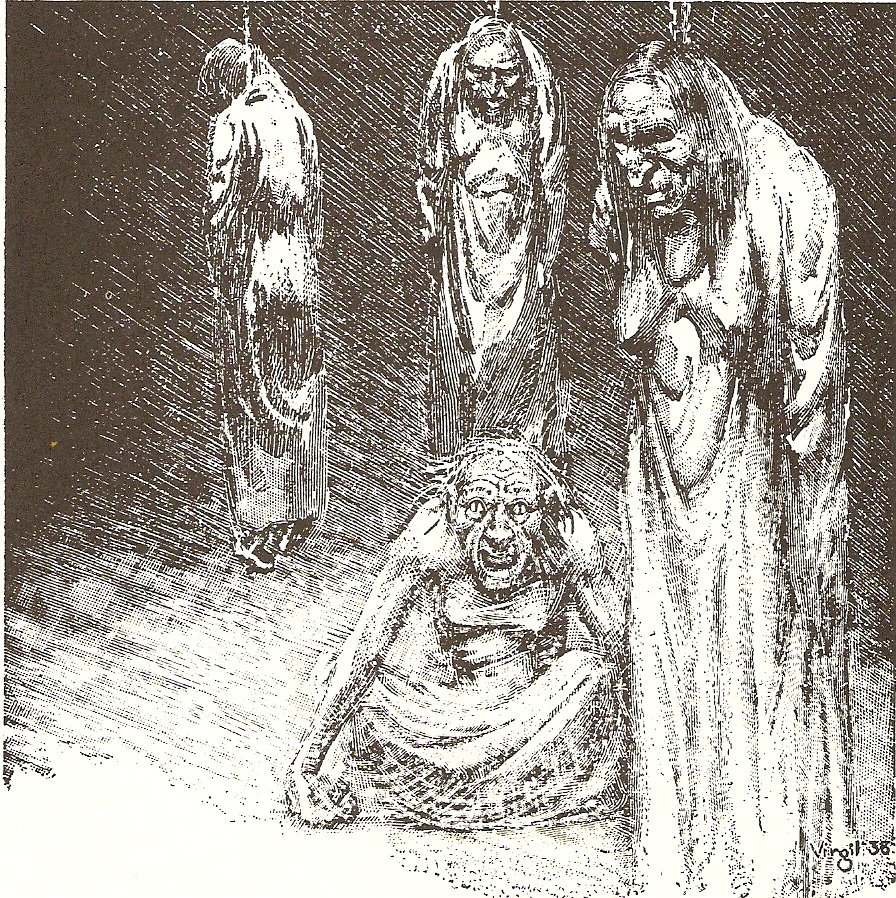
Зувемби и сёстры. Иллюстрация Вёрджила Финлея

Шериф убеждает своего Грисвелла провести ещё одну ночь в заброшенном доме, чтобы взять убийцу с поличным. Они находят дневник Элизабет, где та пишет, как некто по ночам подкрадывается к дверям и удивляется как «она могла опуститься до такого». Ночью Грисвелл слышит манящий свист, доносящийся со второго этажа. Напуганный бездействием шерифа Грисвелл убегает из дома. Он бежит по лесу, поднимается на холм, удивляется, почему под ногами ровные ступени, и с ужасом понимает, что находится в доме Блессонвилей и поднимается по лестнице. На втором этаже он видит страшную женщину с жёлтым высохшим лицом, которая заносит топор, но падает, сражённая выстрелами шерифа, спрятавшегося за спиной Грисвелла. Смертельно раненное существо скрывается в потайной комнате, приснившейся Грисвеллу, где герои находят тела трёх повешенных девушек. Шериф отмечает, что зувемби была вовсе не Джоан. Та, очевидно, сбежала, «рассеяв семена зла», превратив в зувемби саму мисс Селию Блессонвиль. Элизабет чудом избежала участи сестёр, убитых Селией, но фамильная гордость навсегда запечатала её уста.

## Персонажи
- Грисвелл — турист, номинально главный герой рассказа.
- Брэйнер — турист, спутник Грисвелла.
- Бакнер — шериф, южанин.
- Джекоб — старый колдун вуду.
- Элизабет — владелица поместья, младшая из четырёх сестёр, последняя представительница рода Блассенвилей.
- Селия — старшая родственница Элизабет, родом из Вест-Индии.
- Джоан — рабыня-мулатка, служанка Селии.

## Расширеннаявселенная
- В 1961 году рассказ был экранизирован в телесериале «Триллеры Бориса Карлоффа».
- В 1988 году в издательстве Eclipse Comics вышла иллюстрированная версия рассказа, оформленная художником комиксов Скоттом Хэмптоном.
- Существует и современная адаптация «Голубей преисподней» авторства Джо Р. Лансдейла в виде графической новеллы, с иллюстрациями Натана Фокса, опубликованная издательством Dark Horse Comics в 2008 году[4], действие в которой перенесено в наше время.

## Влияние в массовой культуре
Рассказ «Голуби преисподней» оказал значительное влияние на развитие всего жанра «хоррор» в целом, и в частности на формирование современной концепции зомби в трактовке Джорджа Ромеро, являясь, по сути, переходным звеном от классического зомби-марионетки вуду к агрессивным зомби-людоедам. Это влияние прослеживается во многих литературных произведениях, кинофильмах, компьютерных играх, а также в городских легендах, включая откровенные мистификации. Опосредованно мотивы «Голубей преисподней» можно проследить в фильмах «Ведьма из Блэр: Курсовая с того света» (1999) и «Мёртвые птицы» (2004).
У российской певицы Майи Котовской (Канцлер Ги) есть песня под названием «Голуби Преисподней», отсылающая к данному рассказу.

## Награды и номинации
В 2014 году рассказ «Голуби из преисподней» был номинирован на престижную премию «Хьюго» как лучшая короткая повесть 1939 года.